# Johannes Reuchlin
Johannes Reuchlin (Pforzheim, 22. veljače 1455. – Stuttgart, 30. lipnja 1522.), njemački filozof i humanist, jedan od najznačajnijih predstavnika europskog humanizma.

## Životopis
Studirao je u Parizu i Baselu, a 1481. završio je pravo u Poitiersu. Nakon završetku studija radio kao profesor grčkog i hebrejskog jezika u Ingolstadtu i Tubungenu. Za boravka u Italiji upoznao se s Picom della Mirandolom preko kojeg se upoznao s kabalističkim učenjem.
Bio je začetnik istraživanja hebrejskog jezika i biblijske znanosti Starog zavjeta te zastupnik novoplatonizma u filozofiji. Zastupao je mišljenje da je samo u duhu moguće neposredno zrenje Boga.